# Torgil Gjertsen
Torgil Øwre Gjertsen (ur. 12 marca 1992 w Trondheim) – norweski piłkarz występujący na pozycji pomocnika w norweskim klubie Kristiansund. Wychowanek Strindheim IL. W trakcie swojej kariery grał także w takich klubach, jak Ranheim Fotball oraz Wisła Płock.